# Round University Ranking
Round University Ranking (RUR Ranking) ― глобальный рейтинг высших учебных заведений, оценивающий эффективность нескольких сотен ведущих мировых университетов на основе двадцати показателей, распределенных по четырём ключевым направлениям: преподавание, исследования, международное сотрудничество, финансовая устойчивость. Рейтинговое агентство RUR Rankings ― российская компания с штаб-квартирой в Москве.

## Компания и проект
Рейтинговое Агентство RUR — это российская компания, является официальным представителем британского международного рейтинга университетов Times Higher Education на территории России и стран СНГ. Компания даёт рекомендации по повышению международной конкурентоспособности университетов. 
RUR Ranking призван представить прозрачную, комплексную аналитическую систему для сравнительного анализа и оценки университетов по всему миру для максимально широкой аудитории.
В основе рейтинга RUR лежат следующие принципы:
- Стабильность выборки, снижение волатильности позиций и оценок вузов;
- Равное распределение показателей по областям измерений;
- Равные весы в пределах областей измерений;
- Инклюзивность: любое учреждение имеет возможность участвовать в рейтинге.

Рейтинг Round University Ranking публикуется с 2010 года. В 2016 году в нём оценивались 700 ведущих университетов мира, в том числе 91 высшее учебное заведение стран БРИКС.
Необработанные данные для рейтинга  предоставляются в рамках специального ежегодного исследования, проводимого Thomson Reuters ― Global Institutional Profiles Project (GIPP). Данные для GIPP собираются ежегодно в апреле ― мае.
Согласно ранжированию 2020 года, наивысшие позиции среди российских вузов в нём занимают МГУ им. Ломоносова (97 место), Национальный исследовательский ядерный университет «МИФИ» (121 место) и Томский государственный университет (139 место).
На странице, приглашающей университеты к участию в рейтинге RUR, компания пишет о том, что «это способ продвинуть бренд вашего университета в мировых и национальных СМИ». Университетам-участникам компания предоставляет доступ к специальной системе сбора данных. Компания готова включить любой университет в свой рейтинг.

## Методология
Рейтинги RUR полностью основаны на InCites ― системе оценки и сравнительного анализа от Thomson Reuters для научных исследований. Необработанные данные для рейтинга предоставляются в рамках специального ежегодного исследования, проводимого Thomson Reuters ― Global Institutional Profiles Project (GIPP). Всего существует 20 показателей, разделенных на четыре группы: обучение, исследования, международное сотрудничество и финансовая устойчивость. Первые две группы получают максимум по 40 процентов, вторые ― по 10 процентов. Окончательная методология также включает вес каждого из 20 показателей.
Помимо общего рейтинга, который рассчитывается на основе 20 показателей в соответствии с описанной выше методологией, система RUR также демонстрирует 4 дополнительных рейтинга, которые перекликаются с основными группами рейтинговых групп показателей: рейтинг преподавателей, рейтинг исследований, рейтинг международного сотрудничества, рейтинг финансовой устойчивости
Round University Rankings содержит все показатели, используемые в мировом рейтинге Times Higher Education (THE), за исключением показателя «отраслевые инновации: доход». Рейтинги THE также включают в себя некоторые дополнения, такие как национальные и международные показатели репутации преподавателей, количество цитирований на сотрудника, количество статей на сотрудника.